# سرخس عقابی
 سرخس عقابی (نام علمی: Pteridium aquilinum) نام یک گونه از سرده کرف است.